# マリーナ・ゲオルギエヴァ
マリーナ・ゲオルギエヴァ（Marina Georgieva、1997年4月13日 - ）は、オーストリア・ニーダーエスターライヒ州メルク出身のサッカー選手。オーストリア代表 。パリ・サンジェルマンFC所属。ポジションはディフェンダー 。

## 経歴
FKハインブルクでサッカーを始め、ASKブルック・ライタでレンタルでプレーした後、2012-13年シーズンに、オーストリア・女子ブンデスリーガ1部 に属するSKNザンクト・ペルテンに移籍する。
同チームは2年連続の オーストリア・女子ブンデスリーガ1部優勝やカップ戦優勝、UEFA女子チャンピオンズリーグ出場など好結果を残したものの、スタメンを奪うには及ばず在籍した5シーズンでリーグ戦出場は僅か37試合に留まった。
2017年1月、ドイツ・ブンデスリーガ1部に属する1.FFCトゥルビネ・ポツダムに移籍。
2018年7月には当時ドイツ・ブンデスリーガ1部に属していたSCザンドに移籍した。特に2020-21シーズンから主力センターバックとしての定位置を確保した。
2022年8月、フランス女子サッカーリーグ（1部）に属するパリ・サンジェルマンFCに移籍した。

## オーストリア代表
U-17オーストリア代表としてイングランドで開催されたUEFA U-17女子選手権2014に、そしてU-19オーストリア代表としてスロヴァキアで開催されたUEFA U-19女子選手権2016に、それぞれ出場している。
オーストリア女子A代表の一員とした参加した初の国際大会は2017年7月16日から8月6日にかけてオランダで開催されたUEFA欧州女子選手権2017であった。チームは準決勝まで勝ち上がり3位という好結果を残したものの、試合出場の機会は一度も無かった。
2022年7月6日から7月31日にかけてイングランドで開催されたUEFA欧州女子選手権2022では全ての4試合で出場した。

## タイトル
SKNザンクト・ペルテン
- オーストリア・ブンデスリーガ 優勝:2回（2015、2016）
- オーストリア・ブンデスリーガ 準優勝:1回（2014）
- オーストリア・レディースカップ 優勝:3回（2014、2015、2016）

### 代表
- UEFA欧州女子選手権2017 3位
- 2017年度オーストリア「スポーツチーム・オブ・ザ・イヤー」賞（オーストリア代表選手として）